# Ignacy Jakowicki
Ignacy Jakowicki (ur. 1797, zm. 28 grudnia 1847 w Wilnie) – polski lekarz i mineralog, profesor Uniwersytetu Wileńskiego . 

## Życiorys
Wykładał mineralogię, medycynę oraz weterynarię na Uniwersytecie oraz Akademii Wileńskiej. Był lekarzem w Szpitalu św. Jakuba. Zajmował się również badaniami geologicznymi .
Był członkiem Towarzystwa Imperatorskiego Badaczów Natury . 

## Dzieła
Sporządził spis minerałów ze zbiorów Uniwersytetu Wileńskiego. Był autorem podręczników oraz dzieł z dziedziny mineralogii :
- Oryktognozja i Geognozja (1825), „Opisu systematycznego gabinetu mineralogicznego Uniwersytetu Wileńskiego“, zaopatrzonego wstępem historycznym,
- Krótki wykład oryktognozyi i geognozyi podług ostatniego układu Wernera, (1825),
- Wykład oryktognozyi i początków geognozyi, (1827), podręcznik mineralogii dla młodzieży szkół średnich[4] ,
- Mineralogia zastosowana do sztuk, rzemiosł, fabryk i rolnictwa, ułożona dla klassy III. szkół powiatowych, (1827), podręcznik mineralogii dla szkół powiatowych[4] ,
- Obserwacye geognostyczne w guberniach zachodnich i południowych Państwa Rosyjskiego, (1831)[3] ,
- Postrzeżenia geognostyczne w kraju rozciągającym się od brzegów morza Bałtyckiego do morza Czarnego, (1847),